# محمد علی خان رشوند
محمدعلی خان رشوند ملقب به سردار سعید(۱۲۳۹ – ۱۳۲۵) از شخصیت‌های برجستهٔ طایفهٔ رشوند در دوره قاجار بود که پس از پدرش حسین علی خان ریاست این طایفهٔ را بر عهده داشت.(با محمدعلی خان پسر محمد زمان خان ، صاحب مجمل رشوند اشتباه نشود.)

## خانواده
وی فرزند ارشد حاج حسین‌علی خان رشوند و همسرش ماه طلعت خانم (به روایتی دختر ابراهیم میرزا برادر سیف‌الله میرزا و نوه فتحعلی‌شاه) بود. از فرزندان وی می توان به محمدقلی خان سالارسعید، محمدجعفر خان، محمدرحیم خان و محمدحسن خان اشاره نمود.

## طایفهٔ رشوند
طایفهٔ رشوند یکی از طوایفی است که در نواحی مختلف ایران از جمله رودبار الموت سکونت داشتند.  اولین خوانین در این طایفه زال خان و فرزند او برخوردار خان بودند. سپس ریاست طایفه رشوند به محمد زمان خان رسید (که بخشی از قزوین را به‌نام او رودبار محمد زمانی می نامند) و پس او فرزندش محمد علی خان صاحب مجمل رشوند رئیس طایفه شد. فرزند محمد علی خان ، حاج حسینعلی خان در قزوین فردی سرشناس و صاحب نفوذ بود به طوری که امروزه در بین محلی ها دهستان رودبار محمد زمانی گاهی رودبار حسینعلی خانی نامیده می شود.ریاست طایفه پس از حاج حسینعلی خان به محمدعلی خان رسید.

## ریاست طایفهٔ رشوند
سردارسعید رشوند پس از پدرش حاج حسین علی خان رشوند ، ریاست ایل رشوند را بر عهده گرفت. وی نوه پسری محمدعلی خان فرزند محمدزمان خان رشوند نویسنده کتاب مجمل رشوند بود.

## دارایی‌ها
بر طبق خاطرات فرزندان وی (از جمله محمد رحیم خان) محمد علی خان دارای املاک و‌ زمین‌های شخصی گسترده در قزوین (خصوصا الموت) بوده که از جد وی محمد زمان خان به وی رسیده بود. وی همچنین دارای املاک و اراضی گسترده ای در تنکابن و تهران بود.در منابع‌ (ازجمله مجمل رشوند) ذکر شده که علاوه بر املاک شخصی و اجدادی، تیول (املاک) ایلات کثیری در قزوین و تنکابن توسط حکومت قاجار به محمد علی خان اعطا شده بود. همچنین طایفه رشوند از دام و احشام (۳۵۰۰ گوسفند در برخی منابع) برخوردار بوده اند و از این راه سود می برده اند. برخی مناطق قزوین که تحت تصرف ایشان بوده بر طبق کتاب مجمل رشوند به قرار زیر بوده اند: ناحیه الموت بن (کیکلایه ، ئیلان ، بوکان ، بیلوادشت و...) ، ناحیه اندج رود (اندج ، انارپشته ، تاج الدین کلایه و...)، بالا رودبار و ترکان فیشان و برخی نواحی دیگر در قزوین و الموت.

## حمله مجاهدین به قزوین
بنا بر یادداشت های عین السلطنه به نقل از نامه ابوالقاسم خان مباشر خود در قزوین، در جریان حمله مجاهدین به قزوین با آن ها همکاری داشته و مامور وصول پول از تجار شهر بوده است.

## حکومت تنکابن
بر طبق خاطرات محمدرحیم خان رشوند و اسناد به جا مانده از ایشان، محمد علی خان سردارسعید در پنج سال پایانی عمر خود (یعنی ۱۳۲۰-۱۳۲۵) به مقام حاکمیت تنکابن رسیده بود.

## تصاویر

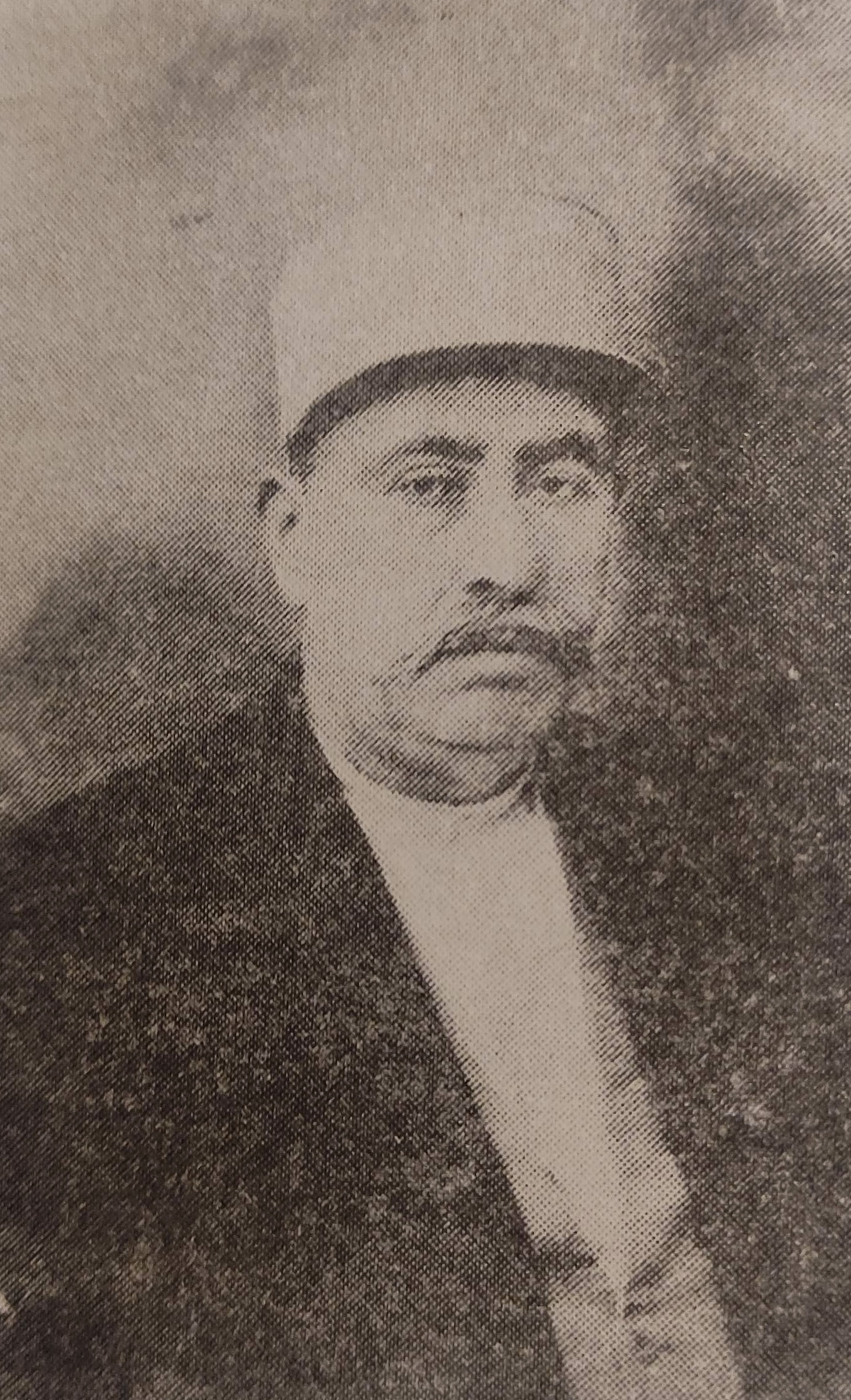
تصویری از سردار سعید رشوند برگرفته از مجمل رشوند

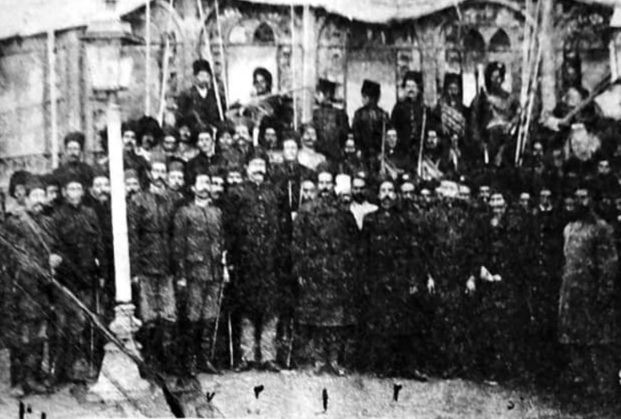
عکس دسته جمعی سرداران ، شماره ۱ ستارخان (مرکز عکس) شماره ۲ باقرخان ، شماره ۱۰ سردار سعید رشوند (چپ عکس) محل عکس در قزوین (احتمالا یکی از املاک سردارسعید)

## برای مطالعهٔ بیشتر
- رشوند، محمدعلی خان، (۱۳۷۶)، مجمل رشوند، تصحیح منوچهر ستوده و عنایت‌الله مجیدی، تهران: میراث مکتوب.
- مجیدی،عنایت الله، (۱۳۹۷)،الموت نامه،تهران:سایه گستر.